# Cristina García Rodero
Cristina García Rodero (nascida em 14 de outubro de 1949), 1.ª Marquesa de Valle de Alcudia, é uma fotógrafa espanhola. Membro da Real Academia de Belas-Artes de São Fernando e a primeira e única pessoa de nacionalidade espanhola membro da Agência Magnum.

## Vida e carreira
Nascida em Puertollano, Espanha, García Rodero estudou Belas Artes na Universidade Complutense de Madrid. Começou sua carreira docente no ano 1974 ensinando desenhado na Escola de Artes e Ofícios de Madrid, e em 1983 fotografía na Faculdade de Belas artes na UCM.

### Carreira artística
Seus primeiros trabalhos apareceram em concursos universitarios no final da década de 1960. Em 1973 começa a fotografar costumes em toda Espanha, então recebe uma bolsa de estudos, mais tarde fez relatorios sobre tradições em outros países do mundo.
Em 2005 entrou na Agência Magnum, sendo a única pessoa de nacionalidade española em o conseguir.

## Museu Cristina García Rodero
Em 12 de setembro de 2018 foi inaugurado em sua cidade natal, o Museu Cristina García Rodero, o primeiro museu dedicado a uma fotógrafa. O espaço tem uma sala permanente com obras da própria artista.
O museu está localizado nas instalações do velho Museu Municipal e foi financiado pela Prefeitura de Puertollano, A Junta de Castela-Mancha e a delegação de Cidade Real.